# Glacier de Blaitière
Ne doit pas être confondu avec Glacier d'Envers de Blaitière.
Le glacier de Blaitière est un glacier du massif du Mont-Blanc. Il occupe le cirque glaciaire situé entre l'aiguille du Plan et l'aiguille de Blaitière, au centre de la commune de Chamonix-Mont-Blanc. C'est également un glacier regénéré, car il est principalement issu des chutes de séracs du glacier du Plan.